# Saint-Paul-de-Jarrat
Saint-Paul-de-Jarrat – miejscowość i gmina we Francji, w regionie Oksytania, w departamencie Ariège.
Według danych na rok 2010 gminę zamieszkiwało 1300 osób, a gęstość zaludnienia wynosiła 57 osób/km².